# Frideczky Lajos
Frideczky Lajos (Apácafalva (Tereske), 1817. április 23. – Losonc, 1902. december 3.) politikus, Nógrád vármegyében előbb al-, majd főjegyző, 1848-ban Nógrád város képviselője az országgyűlésben. 1849-ben kormánybiztos, 1867-től a vármegye első alispánja, később a balassagyarmati törvényszék elnöke.

## Élete
A Frideczky család régi Nógrád megyei birtokos család volt. Frideczky Lajos dédapja, Frideczky Tádé Nógrád vármegyei táblabíró volt (1755). A tereskei birtok perlésében és a Kamper család iratainak megőrzésében Frideczky Tádénak volt fő szerepe. Végrendeletében és örököseinek (Károly, Bora, Franciska, Antal, József, Mária) osztálylevelében nyert rendezést hagyatéka.
József (1780-1851) a Frideczky család többi tagjával kötött szerződések után szerezte meg a tereskei birtokot. 1850-ben feleségével, Géczy Teréziával (1794–1856) közösen nyilatkoztak arról, hogy a birtokot, fiuk, Frideczky Lajos szabad rendelkezésére bocsátják.
Édesapja 1810-től 1820-ig a pozsonyi kerületben al-tartományi biztos volt. Frideczky Lajos már fiatalon, 1839-ben másod aljegyzője, 1841-ben első aljegyzője, majd 1845-ben főjegyzője volt Nógrád megyének. 1842-ben táblabíróvá nevezték ki. 1848-ban országgyűlési képviselővé választották. 1849-ben a forradalmi feldunai hadseregnél kormánybiztos volt. A szabadságharc leverése után őt is letartóztatták és a Neugebaudéba vitték. A tereskei birtokát Majthényi császári biztos zár alá helyeztette 1849-ben. A hadi törvényszék vizsgálata után, 1850-ben elengedték Később Deák Ferenc pártjához csatlakozott. A kor számos kiemelkedő egyéniségével folytatott levelezést. 1861-ben ismét képviselői mandátumot szerzett. Az országgyűlésen elmondott beszéde és politikai fejtegetései is az Adorján-Szeleczky levéltárban találhatók. 1867-től 1871-ig Nógrád megye első alispánja, 1872-től a balassagyarmati törvényszék elnöke volt. 1902. december 3-án halt meg Losoncon. Sírja Gortvakisfaludon ma is épségben van. A tereskei Frideczky kúria műemlék, a századforduló óta renoválták.
Az Adorján-Szeleczky levéltárban dossziékban őrzött dokumentumok (a fenti levéltári jelzetek alatt) is forrásként szolgáltak Varga János „Frideczky Lajos memoárja - Középszinten a történelemben” című munkájának megírásában (1988), amely Frideczky Lajos életpályájáról szól, a Nógrád Megyei levéltár kiadványában.